# Brenntar
Il Brenntar ("porridge bruciato" in tedesco), anche conosciuto come Habermus o Schwarzer Brei ("porridge nero" in tedesco), è un piatto tedesco tradizionale delle Alpi sveve e dell'Algovia. Trattasi di farina di farro o avena tostata in forno (Musmehl), che viene miscelata con acqua e latte.

## Storia
Lo Schwäbisches Wörterbuch asserisce che Ildegarda di Bingen, vissuta durante il dodicesimo secolo, consigliasse alle persone di nutrirsi di Brenntar per vivere una vita sana. Lo stesso tomo riporta che, durante gli anni quaranta del Cinquecento, i popoli residenti nelle Alpi sveve fossero riusciti a non morire di fame consumando quella pietanza. Oggi, il Brenntar e il Musmehl rientrano nella categoria dei "cibi regionali quasi dimenticati" dell'Arca del Gusto tedesca.